# Vipio forticarinatus
Vipio forticarinatus är en stekelart som beskrevs av Cameron 1910. Vipio forticarinatus ingår i släktet Vipio och familjen bracksteklar. Inga underarter finns listade i Catalogue of Life.